# Пансион
Пансион (от френски: pension), наричан също интернат, е училище, в което учениците не само учат, но и живеят. Традиционно учениците живеят в пансиона през целия срок, но в някои от тях те се връщат вкъщи през уикендите, а други приемат и дневни ученици.
Пансионите съществуват от столетия в множество страни, но тяхното предназначение и социален статус могат да бъдат много различни. В някои страни и исторически епохи те са най-елитните училища, докато в други те служат за изолиране на деца, смятани за проблемни за родителите си или за обществото.